# Grote Prijs Jef Scherens 1966
Il Grote Prijs Jef Scherens 1966, quarta edizione della corsa, si svolse il 5 settembre 1966. Fu vinto dal belga Herman Van Springel della Mann-Grundig davanti ai suoi connazionali Robert Lelangue e Jos Huysmans.

## Ordine d'arrivo (Top 10)
| Pos. | Corridore           | Squadra                    | Tempo |
| ---- | ------------------- | -------------------------- | ----- |
| 1    | Herman Van Springel | Mann-Grundig               |       |
| 2    | Robert Lelangue     | Solo-Superia               |       |
| 3    | Jos Huysmans        | Mann-Grundig               |       |
| 4    | Walter Godefroot    | Wiel's-Groene Leeuw-Gancia |       |
| 5    | Jan Nolmans         | Mann-Grundig               |       |
| 6    | Peter Post          | Solo-Superia               |       |
| 7    | Willy Van Den Eynde | Romeo-Smiths               |       |
| 8    | Henri Luyten        | Mann-Grundig               |       |
| 9    | Fernand Deferm      | Mann-Grundig               |       |
| 10   | Constant Jongen     | Mann-Grundig               |       |